# 帕克湖 (喬治亞州)
帕克湖（英語：Lake Park）是一個位於美國喬治亞州朗茲縣的城市。

## 地理
帕克湖的座標為30°41′05″N 83°11′16″W / 30.68472°N 83.18778°W，而該地的平均海拔高度為48米（即157英尺）。

## 人口
根據2010年美國人口普查的數據，帕克湖的面積為3.80平方千米，當中陸地面積為3.70平方千米，而水域面積為0.10平方千米。當地共有人口733人，而人口密度為每平方千米192.89人。